# Castarllenes
Castarllenes (en aragonès Castarllenas, en castellà Castarlenas) és un antic poble de la comarca de la Baixa Ribagorça, situat a quatre quilòmetres al nord de Torres del Bisbe, avui despoblat, del municipi de Graus.
Va tenir ajuntament propi el 1834 fins a 1845 que s'uní a Barassona i el 1920 s'adherí a Graus.

Està encimbellat al flanc ponentí de la serra del castell de Llaguarres (720 m) encarat a migjorn des d'on es domina la vall del Sarró. Antoni Quintana i Font ha estudiat la llengua de la vall del Sarró mitjà (Aler, Torres del Bisbe i Jusseu) i la considera un parlar de transició entre el català i aragonès, recull un etnotext de Jusseu que fa:
Castarllenas en un alto, 
Torres en un fondon, 
Guenaliu en un barranco, 
i Juseu en un penyon. 
Una de les primeres notícies és de 1078 quan Sanç I rei d'Aragó i Pamplona va fer-ne donació a Gombau Ramon en el moment de la reconquesta. Era una quadra fronterera del terme del castell de Capella.
Va ser el centre del patrimoni de Toda de Castarllenes nora d'aquest Gombau Ramon estirp de la família Benavent que pren el nom del proper castell de Benavent. Casterllenes estigué vinculat als senyors de Lierp, branca dels Portaspana. Posteriorment passà a la senyoria de Castre després als Medinaceli i restà com a senyoria jurisdiccional fins a la fi de l'antic règim.
L'església parroquial estava dedicada a Sant Pere. Sobre l'edifici medieval es bastí l'església actual, avui en runes, del s. XVI, amb una torre de campanar adossada. És de capçalera poligonal amb contraforts a les cantonades i està orientada a l'est. És d'una sola nau i de dos pisos, el segon pis està definit per una galeria de petits arcs. Hi ha capelles laterals entre els contraforts, la seva alçada és la meitat de la nau. L'accés és pel sud per una portalada de tall i decoració renaixentista. Sobre la roca en la qual s'assenta el poble, segurament el mateix emplaçament de l'antic castell, avui s'hi veuen un seguit de sitges considerades medievals.
D'economia agrícola tradicional el principal conreu era l'olivera. Una premsa d'oli provinent de Casterllenes està monumentalitzada a la plaça de la constitució de Graus.
La casa Vidal era la dels principals del poble, disposava d'una capella dedicada a Sant Mamés. El 1787 comparegueren davant de la cort del Justícia d'Aragó, per provar la seva noblesa, els veïns de Castarllenes Faustino i Andrés Vidal i obtingueren l'executòria d'infançonia; en virtut d'aquest document, Andrés va ser reconegut infançó pel consell de Castarllenes el 7 de novembre de 1788.
Altres cases del poble eren casa Andrés, Barrós, Chacinto, Chaime, Penero, Ribera, Chusepet, Colomina, Cortés, Figuera, Guardia, Rosa, Sarrau, Guarné d'Amat, Maruja, Miquel, Paniello, Pascual, Viola i L'Abadia.
El poble mai va gaudir de llum ni d'aigua corrent. L'aigua era proveïda per una font en un barranc proper.
El poble i la muntanya de Castarllenes foren adquirits per Joan Antoni Samaranch als anys setanta del segle xx. Avui pertany a la seva filla, segona marquesa de Samaranch. Hi ha construït una casa lluny del poble que està enrunat.